# Adolph von Bissing auf Beerberg
Adolph Freiherr von Bissing auf Beerberg, Vorname auch Adolf, Nachname auch Bissing-Beerberg (* 3. November 1800 auf Schloss Thomaswaldau/Schlesien; † 8. April 1880 auf Beerberg bei Marklissa, Landkreis Lauban), war ein eifriger Verfechter der christlichen Kleinkinderschule.

## Leben
Er war der Sohn des Oberst und Gutsbesitzers August von Bissing und seiner Ehefrau Auguste von Gröna, einer unehelichen Tochter des Fürsten Friedrich Albrecht von Anhalt-Bernburg. Nach Privatunterricht studierte er Jura in Göttingen. Anschließend führte der Adelige ein bewegtes gesellschaftliches Leben. Während einer Reise lernte er die junge Polin Maria Elisabeth Gotty kennen, die er 1832 heiratete. Im Alter von 42 Jahren übernahm er das Gut Beerberg. 1852 wurde er in den preußischen Freiherrnstand (Primogenitur) erhoben. 
Seiner sterbenden Tochter Olga versprach er, sich der Kinder von Beerberg anzunehmen und dort nach Art der württembergischen Kinderpflegen, eine christliche Kleinkinderschule einzurichten. Am 22. September 1865 eröffnete der Freiherr auf seinem Gut eine solche, Olgaschule genannt:
Damit wurde Bissing in das Werk der Kleinkinderpflege eingeführt, jetzt freilich mehr durch einen gewissen Zwang und ohne zu ahnen, daß er in dieser Arbeit erst recht seinen Herrn finden werde, und daß seine Arbeit eine so hervorragende Bedeutung im Reiche Gottes einnehmen werde (Hübener 1888, S. 75)
Die Leitung der Einrichtung vertraute er einer Schülerin des Kaiserswerther-Seminars an, die neben ihrer Erziehertätigkeit auch in der Armen-, Kranken- und Familienpflege sowie in der Gemeinde tätig war. In seiner 1868 veröffentlichten Schrift Viel Segen aus einer Quelle oder die Bedeutung der Kleinkinderschule schrieb er über Sinn und Zweck der christlichen Kleinkinderschule, die er zur Nationalsache erheben wollte, u. a.:
1. Die Kleinkinderschule ist keine Schule im gewöhnlichen Sinne, sondern eine Pflege- und Erziehungsanstalt für die frühe Kindheit, ist eine öffentliche Kinderstube unter einer methodisch gebildeten Pflegerin... 2. Sie ist die Grundlage der ganzen Volkserziehung, das erste Glied in der Kette der Bildungsanstalten... 4. Sie bereitet den Acker zur Saat, indem sie die schulpflichtigen Kinder zu schulfähigen macht... 7. Sie ist die Gehilfin und Vertreterin der Mütter und sollte daher Mutterschule heißen (Bissing auf Beerberg 1868, S. 2).
Adolph Freiherr von Bissing-Beerberg forderte einen konsequenten Ausbau der Kleinkinderschulen als Grundlage der ganzen Volkserziehung. Dabei sollte der Staat den Ausbau finanziell unterstützen, sich jedoch bei der pädagogischen Ausgestaltung zurückhalten. Die evangelische Kleinkinderschule betrachtete er als eine Ergänzung der Familienerziehung, die diese keineswegs beeinträchtigt, sondern befördert, 
indem sie die Familienerziehung je nach den häuslichen Verhältnissen, wo sie gut ist, 'bereichert', wo sie schlecht, 'verbessert' und, wo sie ganz fehlt, 'ersetzt' und so den sittlichen Zustand vieler Familien wesentlich heben kann... Sie leistet, was das Haus nicht thun kann und schafft, was die Schule braucht, und ist daher das nothwendige Mittelglied zwischen Haus und Schule, indem sie die häusliche Erziehung, sie vervollständigt, fortsetzt und gleichzeitig für die Schule vorbereitet (Bissing-Beerberg 1868, S. 26).
Seine Konzeption der christlichen Kleinkinderschule stellte der Freiherr in verschiedenen Aufsätzen dar und propagierte sie in unermüdlichen Aktivitäten: Durch Vortragsreisen, Wohltätigkeitsveranstaltungen, durch die Gründung der Zeitschrift Die christliche Kleinkinderschule. Zeitschrift für christliche Kleinkinderpflege und Erziehung (heute: Theorie und Praxis der Sozialpädagogik), im Jahre 1870, eines Zentral- und verschiedener Provinzial- und Lokalvereine sowie den Aufbau von Ausbildungsstätten für Kleinkindschullehrerinnen und Diakonissen (Fleßner 1981, S. 149).
Auf Betreiben von Adolph Freiherr von Bissing auf Beerberg kam es Anfang 1870 zur Gründung des Zentralkomitees des Oberlinvereins für die christliche Kleinkinderschule in Deutschland und zur Errichtung des Oberlinhauses in Nowawes (heute: Babelsberg) bei Potsdam. Sein größtes Anliegen war, die christliche Kleinkinderschulsache in eine enge Verbindung mit der Diakonie zu bringen. Dazu äußerte sich Adolph Freiherr von Bissing auf Beerberg mit folgenden Worten:
Die moralische und berufsmäßige Ausbildung in einem christlichen Mutterhause, wo schwesterlicher Verkehr mit gegenseitig sich fördernden Berufsgenossinnen unter mütterlicher und häuslicher Pflege herrscht, liefert ganz andere Resultate, als die isolierte und bloß methodische in einem Schulhause, wie sie im Auslande und in den sogenannten Musterschulen als Seminarien erstrebt wird; dort werden durch Herzenspflege und durch Anleitung im Hauswesen Mütter, hier durch hauptsächliche Geistespflege Lehrerinnen, dort Tanten, hier Fräulein gebildet (zit. n. Psczolla o. J., S. 26).
Zudem forderte er, angeregt durch die schlesischen Verhältnisse mit einem starken katholischen Bevölkerungsanteil, dass die christliche Kleinkinderschule zur religiösen Duldung, zur sozialen Versöhnung, als auch zum konfessionellen Zusammenschluss beitrage:
Die christliche Kleinkinderschule ist aber nicht nur eine Pflanzstätte des Glaubens, sondern auch der echten Duldung und der Versöhnung; denn sie nimmt die Kinder aller Konfessionen auf und prägt ihnen die Grundwahrheiten des Christentums ohne jegliche konfessionelle Färbung ein, indem sie nur das lehrt, was die Menschen einigt und nicht das, was sie trennt; sie nimmt selbst Nichtchristen auf und pflegt alle ihre Kinder mit gleicher Liebe, erzieht sie aber auch nach gleichem Prinzip (Bissing-Beerberg 1876, S. 42).

## Werke
- Viel Segen aus einer Quelle, oder die Bedeutung der Kleinkinderschule. In: Schulblatt für die Provinz Brandenburg, Jg. 33 (1868), H. 3/4, S. 195–199. Online zugänglich
- Was noth thut oder die Klein-Kinderschule und was zur Förderung derselben zu thun, nebst einem Bericht des Lehrers Koning über die Beerberger Klein-Kinderschule. Rauhes Haus, Hamburg 1869. Online zugänglich
- Die christliche Kleinkinderschule, ihre Entstehung und Bedeutung. Eine Denkschrift im Namen des Kleinkinderschul-Central-Comitees. Bredt, Leipzig 1872. Online zugänglich
- Das deutsche Mutterhaus für Kinder- und Gemeindepflegerinnen. Eine weitere Denkschrift in der großen Nationalsache der christlichen Kleinkinderschule. Bredt, Leipzig 1873